# Remiz macronyx
Remiz macronyx là một loài chim trong họ Remizidae.